# Площа Інвалідів (Краків)
Площа Інвалідів (Площа Інвалідув) (пол. Plac Inwalidów) - площа в Кракові на перехресті вулиць Крулевської (пол. Królewska), Юліуша Леа (пол. Juliusza Lea), Кармелітської (пол. Karmelicka) та Алеї Трьох Пророків (пол. Aleja Trzech Wieszczów).
Закладена у 1930-х роках у трикутному плані. Сучасну назву отримала у 1937 році. У 1955–1991 роках це був Plac Wolności.

## Будинки
- площа Інвалідів 3 – Колишній будинок Товариства Взаємодопомоги старшин столичного-королівського міста Кракова. Дизайн Бернарда Біркенфельда та Станіслава Філіпкевича, 1925 рік. У 1945-1956 роках кам'яниця була резиденція Воєводського управління громадської безпеки (WUBP - пол. Wojewódzki Urząd Bezpieczeństwa Publicznego). Нині (станом на 2021 р.) в ньому розташована медична клініка МВС та управління Польщі.
- площа Інвалідів 4 – Будинок професорів Ягеллонського університету. Кам’яницю спроектували Людвік Войтичко, Пьотр Юркевич і Стефан Желенський, 1925 рік. Головний будинок резиденції WUBP у Кракові [1] .
- площа Інвалідів 5 (вул. Крулевська 2) – Будинок гільдії різних ремесел. Дизайн Яна Ржимковського, 1927 рік.
- площа Інвалідів 6 – Кам’яниця прибуткова колишнього львівського Закладу страхування робітників. Дизайн Вацлава Новаковського, 1926 рік.
- площа Інвалідів 7-8 (al. Słowackiego 2, ul. Sienkiewicza 1) – Кам’яниця прибуткова Бендзікевича. Дизайн Фридерика Таданіра, 1931 рік. У цій кам'яниці в 1954-1974 роках проживав Еугеніуш Квятковський .
- площа Інвалідів (поруч з зеленим сквером, який є частиною Краківського парку) - німецьке бомбосховище LS-Deckungsgräben № 8, побудоване в 1944 році.

Краківський парк ім.Марка Грехути розташований на південній стороні площі. У північному куті, на перехресті вулиць Крулевської (ul.Królewska) та Поморської (ul.Pomorska), розташований Сілезький дім, а в ньому філіал Музею Кракова на вулиці Поморській.

## У культурі
Кам’яницю № 4 можна побачити у фільмі «Людині з мармуру» Анджея Вайди як резиденцію Управління безпеки, куди ходив Матеуш Біркут .

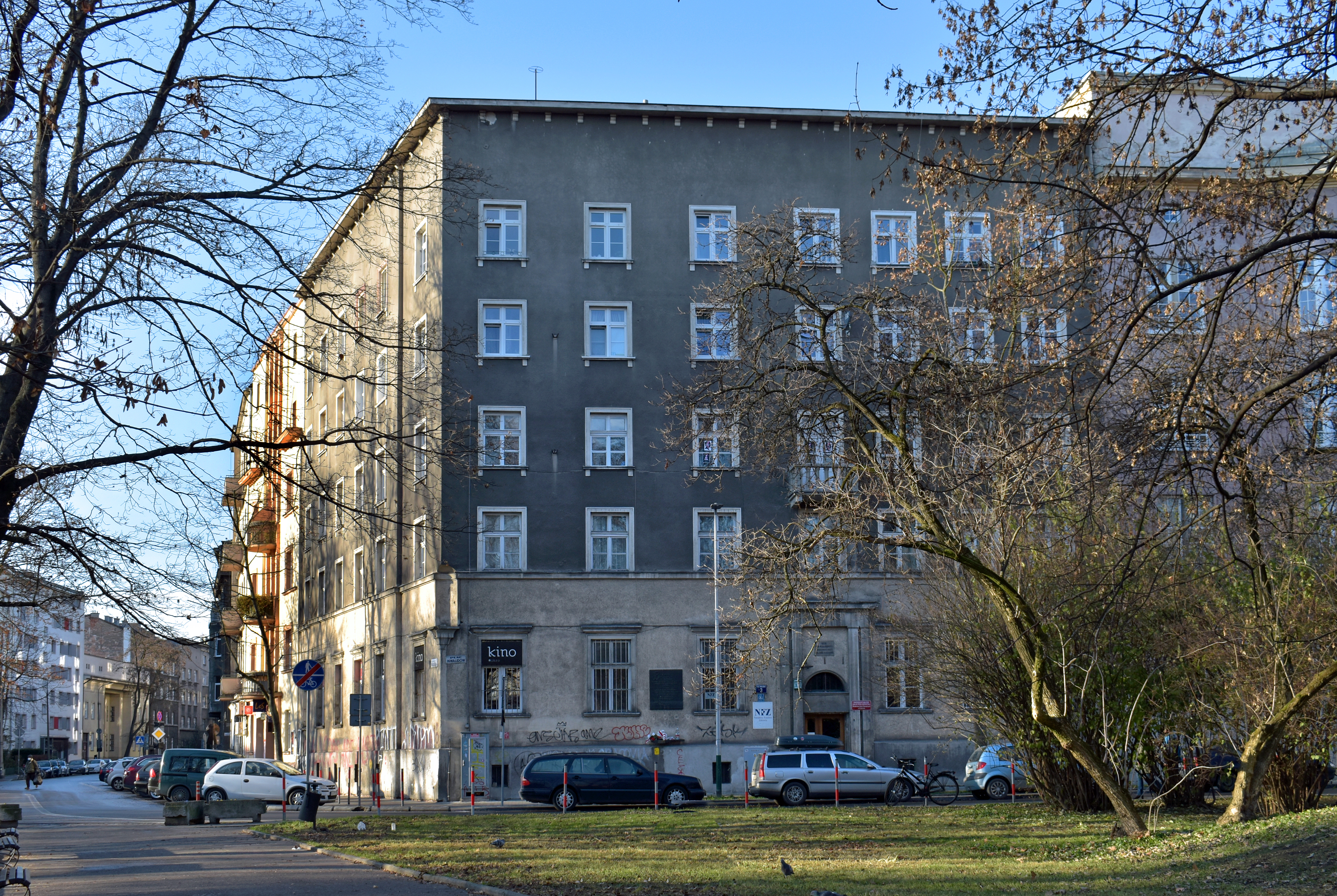
площа Інвалідів 3, Будинок Товариства Взаємодопомоги старшин столичного-королівського міста Кракова.
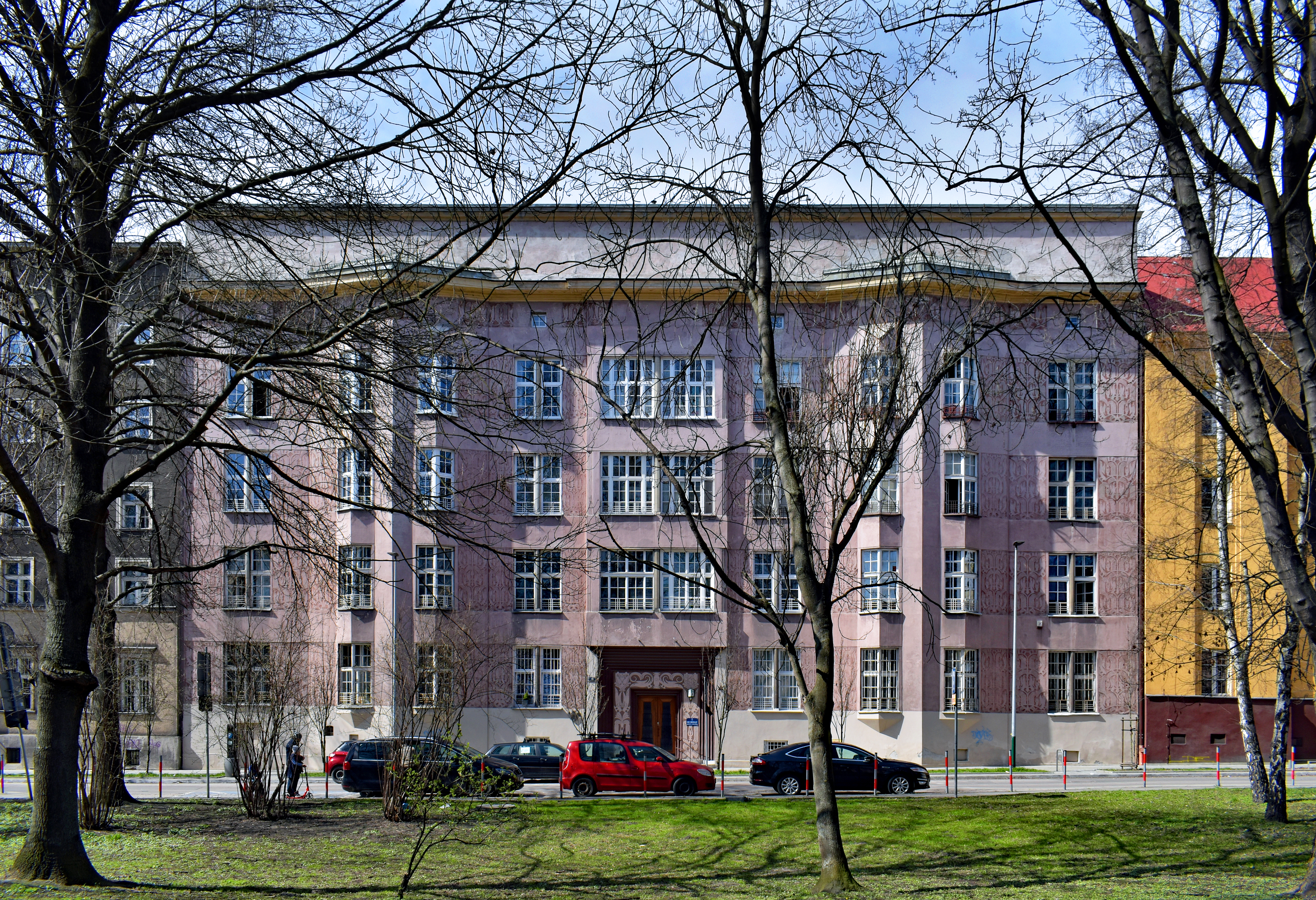
площа Інвалідів 4, Будинок професорів Ягеллонського університету.
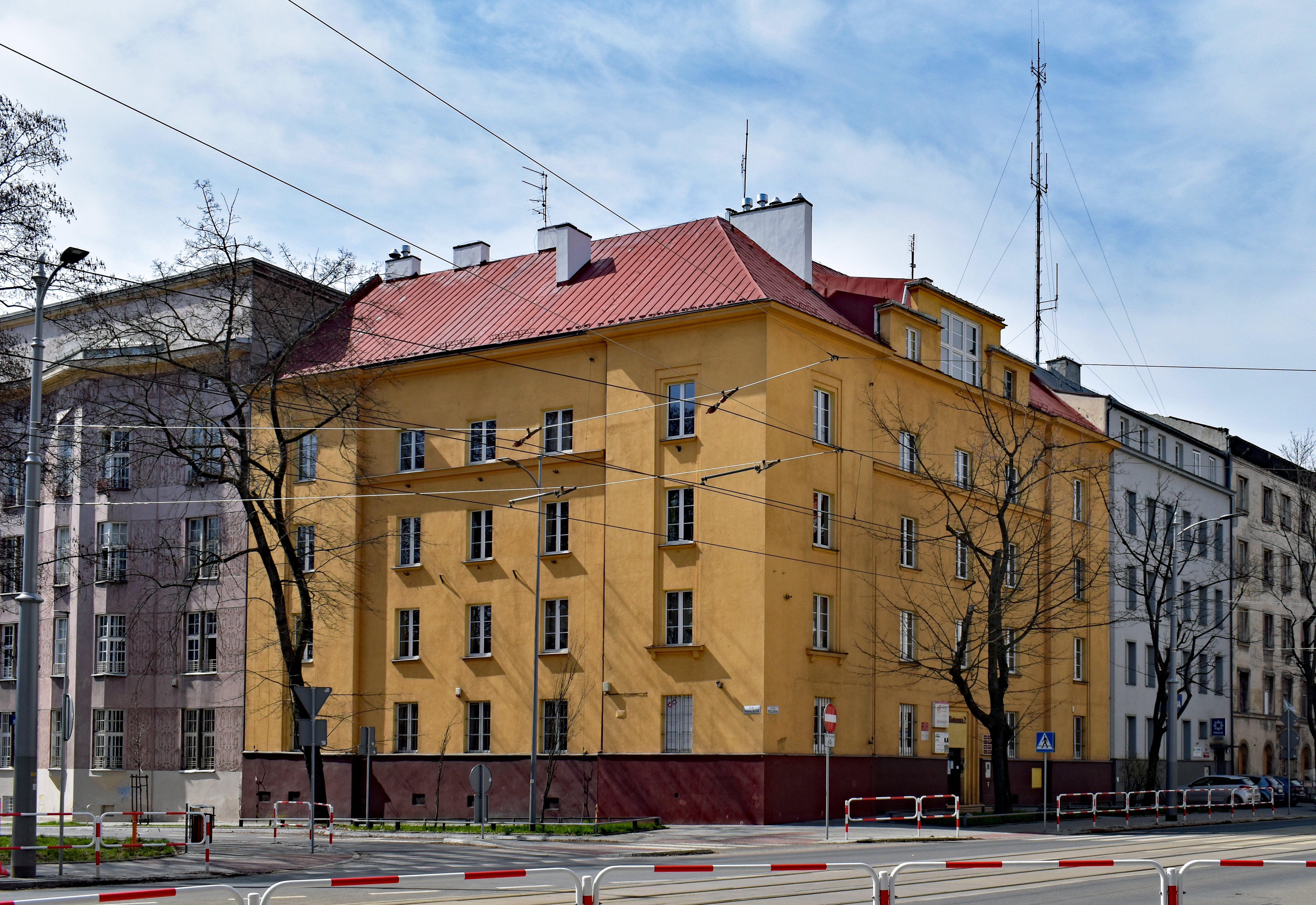
площа Інвалідів 5, Будинок гільдії різних ремесел.
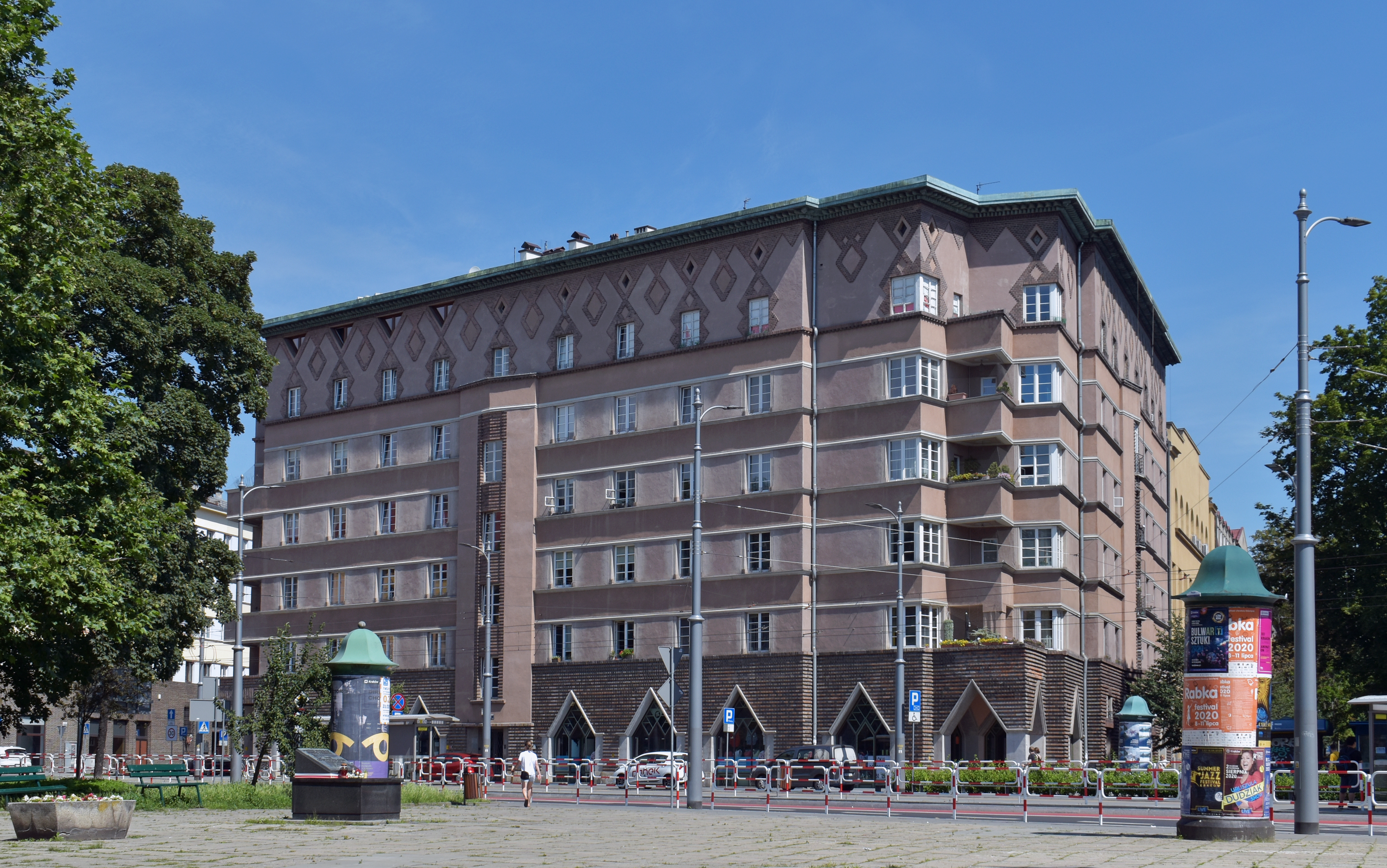
площа Інвалідів 6, Будинок прибутковий колишнього львівського Закладу страхування робітників.
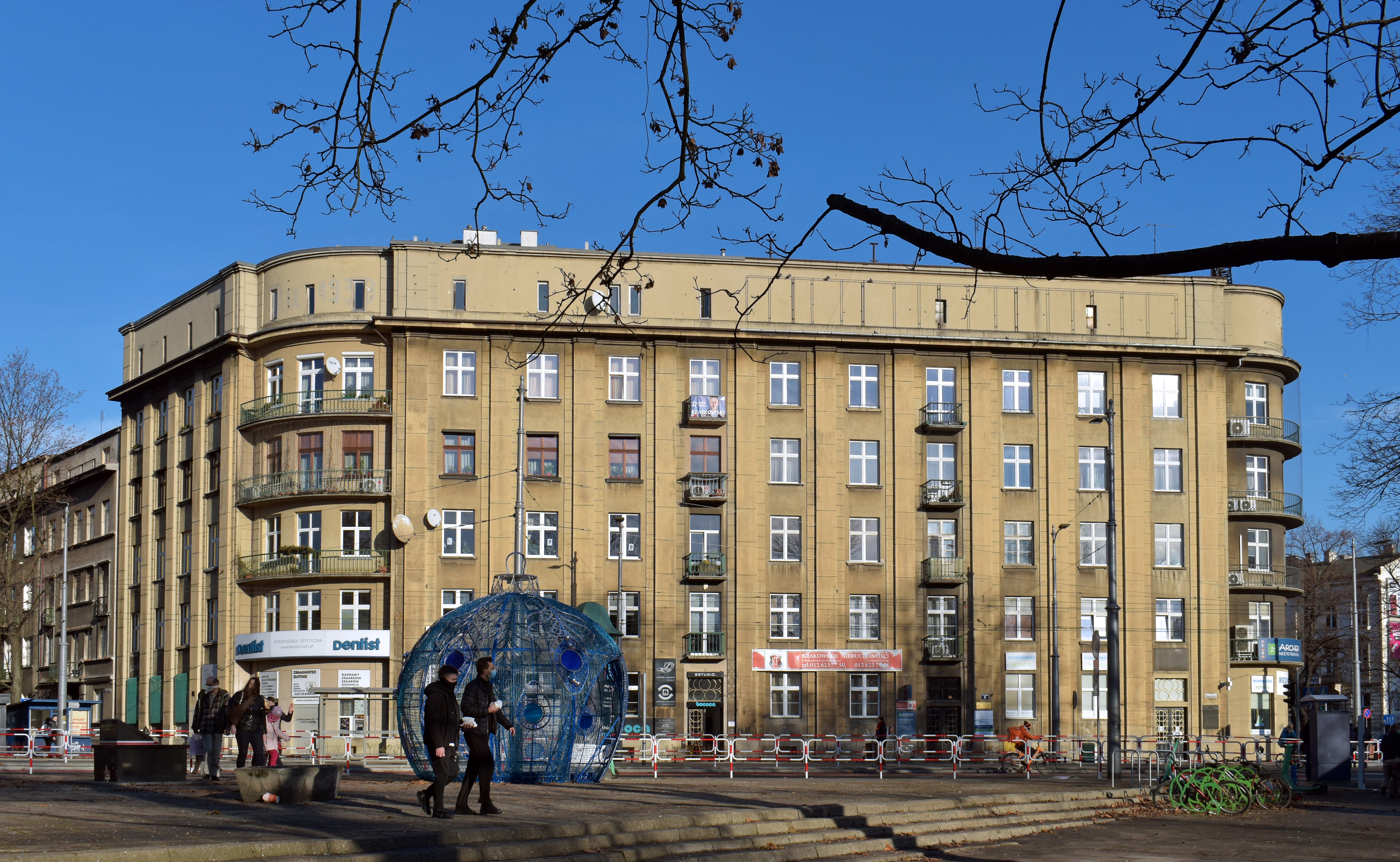
площа Інвалідів 7-8, Кам'яниця прибуткова.
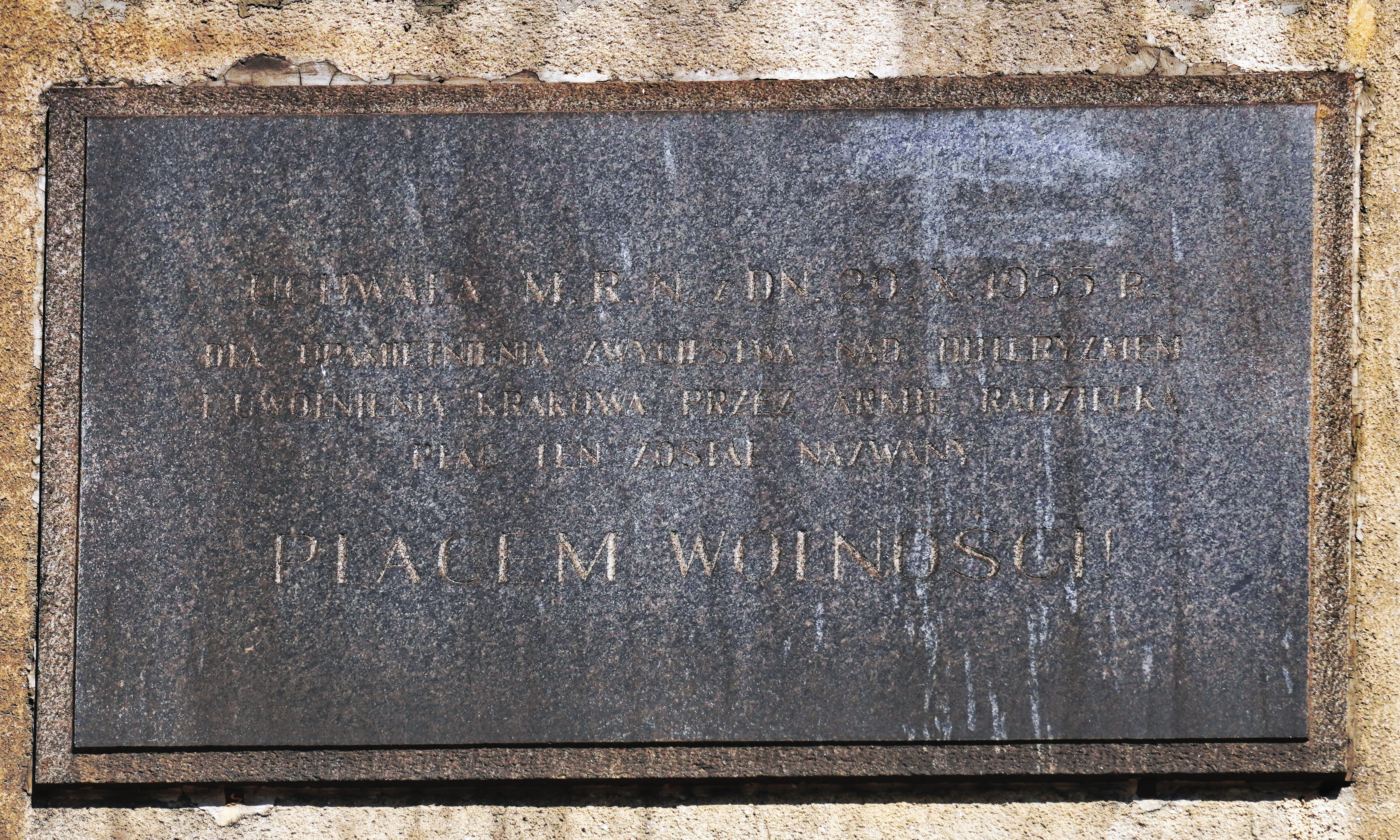
площа Інвалідів 7-8, Дошка в пам'ять надання площі назви plac Wolności у 1955 році.
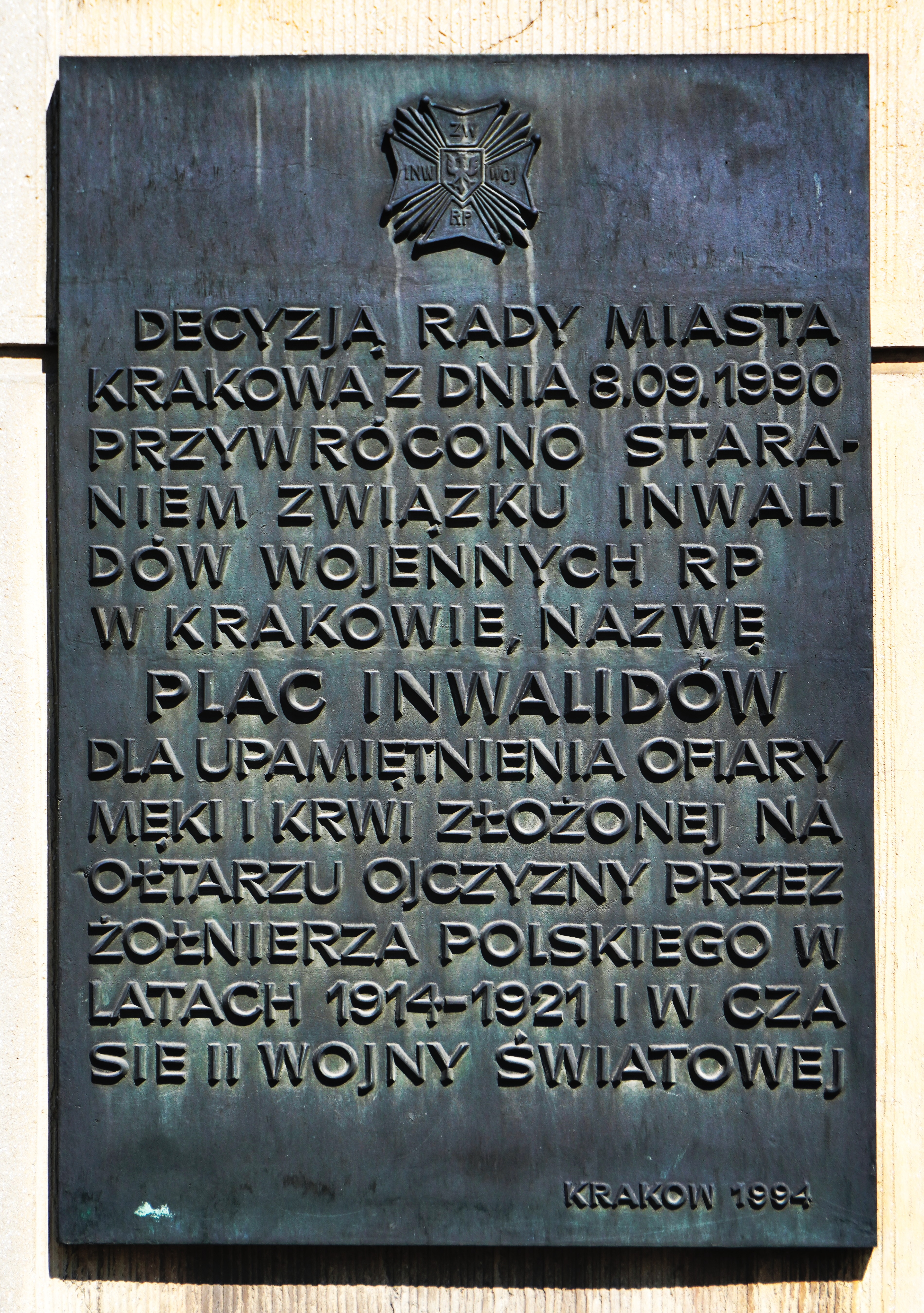
площа Інвалідів 7-8, Дошка в пам'ять повернення у 1990 році назви Площа Інвалідів.
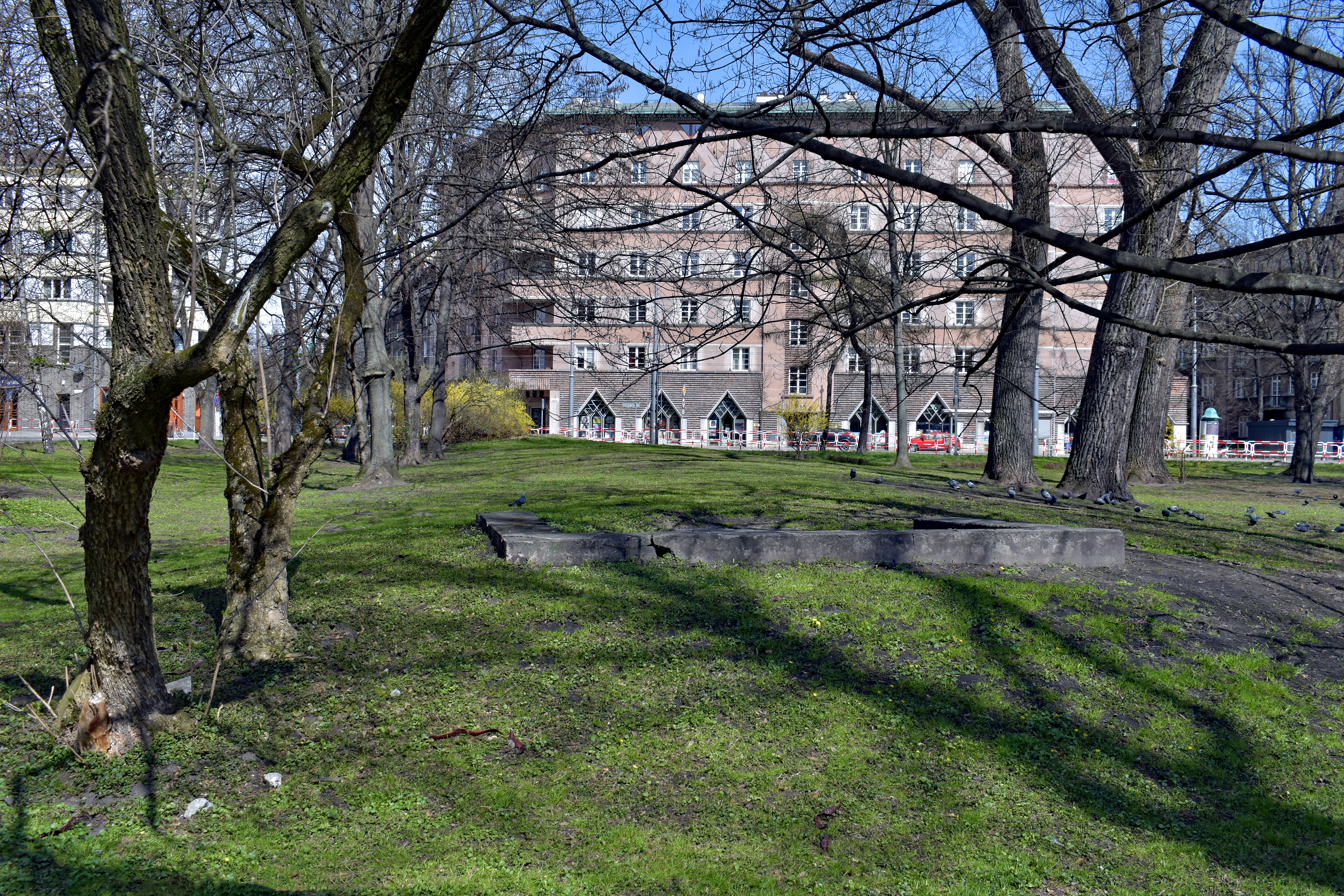
площа Інвалідів, німецьке бомбосховище.
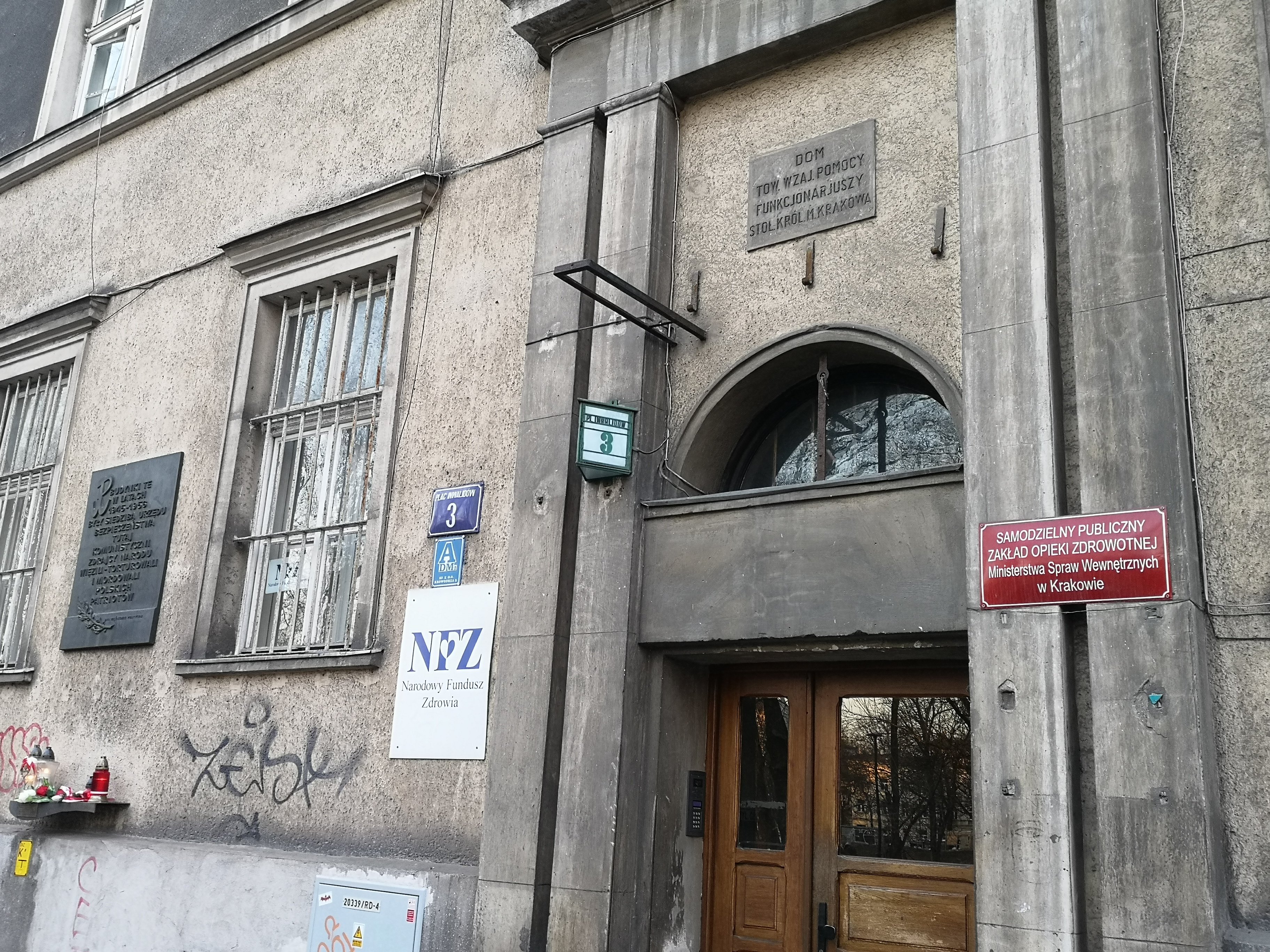
Бувша резиденція WUBP у Кракові
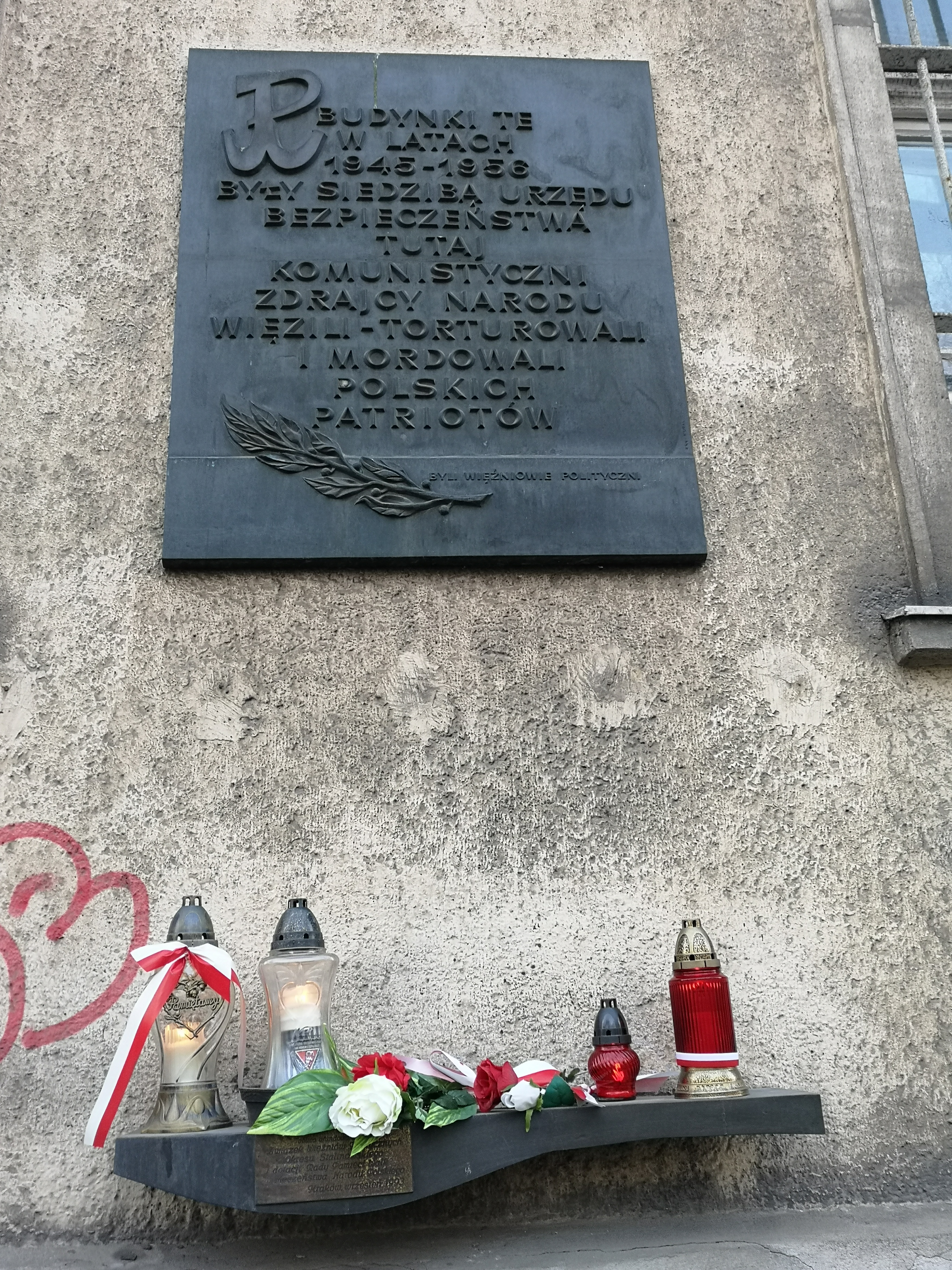
Дошка на будинку резиденції WUBP